# 운동학
운동학(運動學, kinematics)은 입자나 물체 또는 다수의 물체가 모여 이루어진 계의 운동을 다루는 고전 역학의 하위 학문이다. 운동학은 운동의 양상만을 다루고 운동이 일어나는 원인에 대해서는 고려하지 않는다.
운동학은 동역학의 하위 분야로 다뤄지기도 한다. 이 경우엔 흔히 운동 기하학이라고도 불린다. 운동학은 물체의 이동을 입자의 궤적이나 선 등으로 나타낸다. 물체의 이동에 따라 측정되는 속력이나 가속도등도 기하학적으로 나타낼 수 있다. 운동학은 천체물리학에서 천체의 움직임을 나타내는 것부터, 기계공학에서 부품의 움직임을 예측하거나 로봇공학에서 로봇팔의 움직임을 설계하는 일, 그리고 생체역학에서 골격의 움직임을 설명하는 등 다양한 분야에서 쓰인다.

## 같이 보기
- 운동학 (운동생리학)
- 운동학 (물리학)
- 분석 역학